# تارت البيض
تارت البيض هو تارت من المطبخ الكانتوني يتكون الطبق من عجينة خارجية مملوءة بالكاسترد. هذا الطبق متأثر بأطباق مماثلة في بريطانيا والبرتغال.